# Paula Fernandes
Paula Fernandes de Souza (* 28. srpna 1984 Sete Lagoas, Minas Gerais, Brazílie) je brazilská country zpěvačka a kytaristka.

## Diskografie

### Studiová alba
- Paula Fernandes (1993)
- Ana Rayo (1995)
- Canções do Vento Sul (2005)
- Dust in the Wind (2007)
- Pássaro de Fogo (2009)
- Meus Encantos (2012)
- Amanhecer (2015)

### Živá alba
- Paula Fernandes: Ao Vivo (2011)
- Multishow ao vivo: Um ser amor (2013)
- Amanhecer ao vivo (2016)
- Origens (Ao vivo en Sete Lagoas) (2019)

### Kompilační alba
- As 20 Melhores (2013)
- Encontros pelo caminho (2014)
- A arte de Paula Fernandes (2015)

### Video-alba
- Paula Fernandes: Ao Vivo (2011)